# Gagrellula conspersa
Gagrellula conspersa is een hooiwagen uit de familie Sclerosomatidae.